# Luigi I di Borbone-Condé
Luigi I di Borbone-Condé (Vendôme, 7 maggio 1530 – Jarnac, 13 marzo 1569) è stato un generale francese.
Primo principe di Condé, fu il capostipite del ramo dinastico dei Borbone-Condé. Fu anche prima conte e poi duca d'Enghien, titolo che assumeranno i successori maschi primogeniti prima di subentrare al genitore come Principe di Condé.
Fu capo della fazione protestante calvinista durante la prima e seconda guerra di religione, ricevette appoggio segreto anche dalla regina Elisabetta I d'Inghilterra e Irlanda.

## Biografia

### La vita militare e politica
Figlio cadetto di Carlo I di Borbone-Vendôme, duca di Vendôme, e di Francesca d'Alençon, essendo fratello del primogenito Antonio, re di Navarra fu zio paterno di Enrico IV. Sposò la calvinista Eleonora di Roucy e grazie alla sua influenza (e all'odio per i duchi di Guisa) aderì al calvinismo e divenne uno dei più eminenti capi militari delle truppe ugonotte nelle guerre di religione. Compì le sue prime imprese belliche al comando del Maresciallo di Francia Brissac in Piemonte, combatté poi gli spagnoli nel 1552 all'assedio di Metz e partecipò alla battaglia di San Quintino (10 agosto 1557) agli ordini del capo ugonotto ammiraglio Gaspard II de Coligny (sia a Metz sia a San Quintino si trovò di fronte il duca Emanuele Filiberto di Savoia).
Dopo la morte del re di Francia Enrico II si dedicò alla rivolta contro il duca di Guisa partecipando alla congiura di Amboise. Preso prigioniero nel 1560, scampò la condanna a morte non essendosi trovate prove certe della sua partecipazione alla congiura. Tuttavia, poco dopo la sua liberazione, riprese l'attività precedente e scoperto in un nuovo complotto fu arrestato e condannato a morte. Il differimento dell'esecuzione e l'improvvisa morte del re Francesco II gli salvarono la vita. La reggente Caterina de' Medici infatti lo graziò e lo fece liberare avendo bisogno di un principe di sangue reale che facesse da contrappeso ai Guisa.
Dopo il massacro di Vassy (marzo 1562) dichiarò in un manifesto pubblico di voler abbandonare la reggente e i Guisa e, con l'aiuto dei principi tedeschi, si rimise a capo delle truppe ugonotte, impadronendosi di numerose città nella Valle della Loira. Nonostante che in quel periodo i protestanti controllassero militarmente la valle del Rodano, il Delfinato, la Linguadoca e Lione, non giunse a lui alcun aiuto e fu sconfitto e fatto prigioniero a Dreux. Fu liberato con la pace di Amboise nel 1563.
Riprese le armi nel 1567, organizzando la sorpresa di Meaux (un tentativo, fallito, di rapimento del re Carlo IX) e successivamente diede battaglia a Saint-Denis, con esito però incerto. Durante la tregua che seguì alla pace di Longjumeau si ritirò a Noyers, da dove fuggì nell'agosto 1568, incalzato dalle truppe reali, e raggiunse il Coligny e altri nobili ugonotti a La Rochelle. Il 13 marzo 1569 avvenne lo scontro con le forze realiste a Jarnac, nel corso del quale venne gravemente ferito, preso prigioniero e ucciso dal comandante delle guardie del duca d'Angiò.

## Discendenza
Luigi sposò nel 1551 Eleonora di Roye, contessa di Roucy (1535-1564) dalla quale ebbe:
- Enrico, futuro principe di Condé, suo successore (1552 – 1588);
- Margherita (1556-?), morta giovanissima;
- Carlo, conte di Valéry (1557-1558);
- Francesco, principe di Conti, (1558 – 1614), sposato a Margherita di Lorena, figlia di Enrico, duca di Guisa e morto senza eredi;
- Luigi, conte di Anisy (1562-1563);
- Carlo II di Borbone (1562 – 1594), che diventerà arcivescovo di Rouen e cardinale
- Maddalena (1563-1563);
- Caterina (1564-?), morta giovanissima.

Rimasto vedovo di Eleonora di Roye nel 1564, l'anno successivo sposò Eleonora Francesca di Orléans-Rothelin (1549 - 1601) dalla quale ebbe:
- Carlo di Borbone-Soissons, conte di Soissons (1566 – 1612), sposò Anna di Montafià, signora di Lucé (1577-1644);
- Luigi, (1567-1568);
- Beniamino (1569-1573).

Da una relazione con Isabelle di Limeuil nacque:
- Nicolas (1564-?).

## Stemma
| Image | Stemma                                                              |
| ----- | ------------------------------------------------------------------- |
| \| \| | Luigi I di Borbone-Condé Principe di Condé, Gran Maestro di Francia |
|       |                                                                     |

## Ascendenza
|                                |                       |                                    | Genitori                       |  |  | Nonni |  |  | Bisnonni                         |  |  | Trisnonni                  |  |
|                                |                       |                                    |                                |  |  |       |  |  | Giovanni VIII di Borbone-Vendôme |  |  | Luigi I di Borbone-Vendôme |  |
|                                |                       |                                    |                                |  |  |       |  |  | Giovanni VIII di Borbone-Vendôme |  |  | Luigi I di Borbone-Vendôme |  |
|                                |                       | Giovanna di Montfort               |                                |  |  |       |  |  | Giovanni VIII di Borbone-Vendôme |  |  |                            |  |
| Francesco di Borbone-Vendôme   |                       |                                    |                                |  |  |       |  |  | Giovanni VIII di Borbone-Vendôme |  |  |                            |  |
|                                |                       | Isabelle de Beauvau                | Luigi di Beauvau               |  |  |       |  |  |                                  |  |  |                            |  |
|                                |                       | Isabelle de Beauvau                | Luigi di Beauvau               |  |  |       |  |  |                                  |  |  |                            |  |
|                                |                       | Isabelle de Beauvau                | Margherita di Chambley         |  |  |       |  |  |                                  |  |  |                            |  |
| Carlo IV di Borbone-Vendôme    |                       | Isabelle de Beauvau                |                                |  |  |       |  |  |                                  |  |  |                            |  |
|                                |                       | Pietro II di Lussemburgo-Saint-Pol | Luigi di Lussemburgo-Saint-Pol |  |  |       |  |  |                                  |  |  |                            |  |
|                                |                       | Pietro II di Lussemburgo-Saint-Pol | Luigi di Lussemburgo-Saint-Pol |  |  |       |  |  |                                  |  |  |                            |  |
|                                |                       | Pietro II di Lussemburgo-Saint-Pol | Giovanna di Marle              |  |  |       |  |  |                                  |  |  |                            |  |
| Maria di Lussemburgo-Saint-Pol |                       | Pietro II di Lussemburgo-Saint-Pol |                                |  |  |       |  |  |                                  |  |  |                            |  |
|                                |                       | Margherita di Savoia               | Ludovico di Savoia             |  |  |       |  |  |                                  |  |  |                            |  |
|                                |                       | Margherita di Savoia               | Ludovico di Savoia             |  |  |       |  |  |                                  |  |  |                            |  |
|                                |                       | Margherita di Savoia               | Anna di Lusignano              |  |  |       |  |  |                                  |  |  |                            |  |
| Luigi I di Borbone-Condé       |                       | Margherita di Savoia               |                                |  |  |       |  |  |                                  |  |  |                            |  |
|                                | Giovanni II d'Alençon | Giovanni I d'Alençon               |                                |  |  |       |  |  |                                  |  |  |                            |  |
|                                | Giovanni II d'Alençon | Giovanni I d'Alençon               |                                |  |  |       |  |  |                                  |  |  |                            |  |
|                                | Giovanni II d'Alençon | Maria di Bretagna                  |                                |  |  |       |  |  |                                  |  |  |                            |  |
| Renato d'Alençon               | Giovanni II d'Alençon |                                    |                                |  |  |       |  |  |                                  |  |  |                            |  |
|                                |                       | Maria d'Armagnac                   | Giovanni IV d'Armagnac         |  |  |       |  |  |                                  |  |  |                            |  |
|                                |                       | Maria d'Armagnac                   | Giovanni IV d'Armagnac         |  |  |       |  |  |                                  |  |  |                            |  |
|                                |                       | Maria d'Armagnac                   | Isabella di Navarra            |  |  |       |  |  |                                  |  |  |                            |  |
| Francesca d'Alençon            |                       | Maria d'Armagnac                   |                                |  |  |       |  |  |                                  |  |  |                            |  |
|                                |                       | Federico II di Vaudémont           | Antonio di Vaudémont           |  |  |       |  |  |                                  |  |  |                            |  |
|                                |                       | Federico II di Vaudémont           | Antonio di Vaudémont           |  |  |       |  |  |                                  |  |  |                            |  |
|                                |                       | Federico II di Vaudémont           | Maria d'Harcourt               |  |  |       |  |  |                                  |  |  |                            |  |
| Margherita di Lorena           |                       | Federico II di Vaudémont           |                                |  |  |       |  |  |                                  |  |  |                            |  |
|                                |                       | Iolanda d'Angiò                    | Renato d'Angiò                 |  |  |       |  |  |                                  |  |  |                            |  |
|                                |                       | Iolanda d'Angiò                    | Renato d'Angiò                 |  |  |       |  |  |                                  |  |  |                            |  |
|                                |                       | Iolanda d'Angiò                    | Isabella di Lorena             |  |  |       |  |  |                                  |  |  |                            |  |
|                                |                       | Iolanda d'Angiò                    |                                |  |  |       |  |  |                                  |  |  |                            |  |